# Municipio de Hale (Illinois)
El municipio de Hale (en inglés: Hale Township) es un municipio ubicado en el condado de Warren en el estado estadounidense de Illinois. En el año 2010 tenía una población de 344 habitantes y una densidad poblacional de 3,64 personas por km².

## Geografía
El municipio de Hale se encuentra ubicado en las coordenadas 40°55′49″N 90°44′15″O / 40.93028, -90.73750. Según la Oficina del Censo de los Estados Unidos, el municipio tiene una superficie total de 94.63 km², de la cual 94,61 km² corresponden a tierra firme y (0,01 %) 0,01 km² es agua.

## Demografía
Según el censo de 2010, había 344 personas residiendo en el municipio de Hale. La densidad de población era de 3,64 hab./km². De los 344 habitantes, el municipio de Hale estaba compuesto por el 94,48 % blancos, el 0,58 % eran afroamericanos, el 1,16 % eran asiáticos, el 2,62 % eran de otras razas y el 1,16 % eran de una mezcla de razas. Del total de la población el 4,36 % eran hispanos o latinos de cualquier raza.